# Vierte Periode chinesischer Herrschaft
Die Vierte Periode chinesischer Herrschaft (vietnamesisch: Bắc thuộc lần thứ tư) war eine Periode der vietnamesischen Geschichte, die von 1407 bis 1427 dauerte. In dieser Periode besetzte China unter der Ming-Dynastie Đại Việt, wobei Đại Việt als Provinz Jiaozhi (Giao Chỉ) bekannt war. Die Ming-Dynastie etablierte ihre Herrschaft in Vietnam nach ihrem Sieg gegen die Hồ-Dynastie in den Jahren 1406–1407. Die vierte Periode chinesischer Herrschaft über Vietnam endete mit der Gründung der Lê-Dynastie im Jahr 1428 nach ihrer Niederlage im Lam-Sơn-Aufstand im Jahr 1427.

## Geschichte

### Eroberungsfeldzug der Ming-Dynastie in Đại Ngu
Das Königreich Đại Việt in Nordvietnam sah sich ab Mitte bis Ende des 14. Jahrhunderts mit einer Reihe von Problemen und Krisen konfrontiert, die zu einem wirtschaftlichen Zusammenbruch führten. Dies führte zum Aufstieg eines radikalen Intellektuellen und Reformers namens Hồ Quý Ly (ca. 1336–1408). Im Jahr 1400 setzte Hồ Quý Ly das Haus Trần ab und massakrierte die Familienmitglieder, bevor er den Thron usurpierte. Nachdem Hồ Quý Ly den Thron bestiegen hatte, benannte er das Land von Đại Việt in Đại Ngu um. Im Jahr 1402 dankte er zugunsten seines Sohnes Hồ Hán Thương ab.
Im Oktober 1404 traf Trần Thiêm Bình am damaligen kaiserlichen Hof der Ming in Nanjing ein und behauptete, ein Trần-Prinz zu sein. Er informierte den Hof über die verräterischen Ereignisse, die stattgefunden hatten, und appellierte an den Hof, den Thron der Trần wiederherzustellen.
Der Kaiser Yongle des Ming-Reiches erließ ein Edikt, in dem er den Usurpator Hồ Quý Ly verurteilte und die Wiederherstellung des Trần-Throns als ein Vorwand für die Annexion von Đại Ngu/Đại Việt in das chinesische Kaiserreich forderte. Als die Gesandtschaft die Grenze in Lạng Sơn überquerte, wurden sie von Hồs Truppen überfallen. Anschließend wurde der Trần-Prinz getötet, den von der Ming-Gesandtschaft zurück eskortiert wurde.
Daraufhin brachen 215.000 Truppen unter den erfahrenen Generälen Zhang Fu und Mu Sheng von Guangxi bzw. Yunnan im November 1406 auf, um eine Invasion von Đại Việt zu starten. Am 19. November 1406 eroberten sie die beiden Hauptstädte und andere wichtige Städte im Delta des Roten Flusses. Sie besiegten Hồ Quý Lys Armee und besetzten das Land. Hồ Quý Ly und sein Sohn Hồ Hán Thương wurden am 16. Juni 1407 gefangen genommen, in Käfige gesperrt und als Gefangene zum Kaiser Yongle nach Nanjing gebracht. Nach seinem ersten Feldzug in Vietnam schickte Zhang Fu einen Brief, in dem er den chinesischen Kaiserhof aufforderte, Đại Việt zu annektieren und es als eine Provinz Chinas regieren.
Nachdem die Hồ-Dynastie besiegt wurde, baten 1100 Mitglieder des vietnamesischen Adels darum, wieder in den chinesischen Staat aufgenommen und assimiliert zu werden. Zu den ethnischen vietnamesischen Kollaborateuren der Ming gehörte Mạc Thúy, der Enkel vom berühmten Gelehrten Mạc Đĩnh Chi und der direkter Vorfahr von Mạc Đăng Dung. Die Chinesen benannten Đại Việt in Jiaozhi, eine alte Bezeichnung Vietnams aus der Han-Dynastie, um und gliederten das ehemalige Königreich in ihr Reich ein.

### Aufstand von königlichen Familienmitgliedern der Trần-Familie
Nach dem Sieg gegen die Hồ-Dynastie in den Jahren 1406–1407 versuchten ehemalige königliche Mitglieder und Mandarine der Trần-Dynastie, einen neuen König aus der Linie der Trần-Dynastie zu etablieren. Daraus wurde die Spätere Trần-Dynastie gegründet. Zu den Anführern dieser Revolte gehörten Trần Ngỗi/Giản Định Đế (1407–09), der Sohn des verstorbenen Königs Trần Nghệ Tông, und Trần Quý Khoáng/Trùng Quang Đế, Giản Địnhs Neffe. 1409 wurde Giản Định von Trùng Quang aufgrund der ungerechten Verhaftung der Generäle Đặng Tất and Nguyễn Cảnh Chân abgesetzt und mit dem Titel thái thượng hoàng („Altkaiser“) verliehen. Danach kam Trùng Quang nach Bình Than, um den Aufstand der Trần-Familie gegen die chinesische Armee fortzusetzen. Trùng Quang führte diesen Aufstand alleine fort und erzielte Erfolge gegen die Ming-Armee. Trotz dieser Erfolge wurde die Revolte aufgrund ständiger Unterstützung bei den Ming-Invasoren und vietnamesische Kollaborateure, die Vietnam verrieten und die Ming-Armee halfen, die Revolte zu unterdrücken, immer weiter in die Enge getrieben. Anschließend wurde Trùng Quang Đế zusammen mit seinen Generälen vom General Zhang Fu besiegt. Um 1413 wurde Trùng Quang Đế und seine Gefolgsleute in Hoá Châu von der chinesischen Armee gefangen genommen und nach China überführt. Im darauffolgenden Jahr ertränkte er sich auf dem Weg nach Yanjing (dem heutigen Peking).
Letztendlich war diese Revolte zwar von kurzer Dauer und schlechter Planung geprägt, aber sie legten zumindest die Grundlagen für Lê Lợis Unabhängigkeitskrieg.

### Lam-Sơn-Aufstand
Lê Lợi wurde in eine wohlhabende Familie von Landbesitzern um 1385 geboren. Er diente als hochrangiger Gelehrter und Beamter bis zum Beginn der Ming-Herrschaft über Đại Việt, denen er jedoch nicht dienen wollte.
Lê Lợi startete den Lam-Sơn-Aufstand gegen die Herrschaft der Ming um 1418, was zu kriegerischen Auseinandersetzungen zwischen den Aufständischen und der Ming-Truppen führte. Jedoch kam es um 1425 zu einem Stillstand, denn der Ming-Kaiser Hongxi wollte, dass die Trần-Dynastie wiederhergestellt und Đại Việt zum alten Tributverhältnis zurückzukehren sollte. Der Grund dafür war, dass die Herrschaft der Ming-Dynastie in Đại Việt einen finanziellen Verlust war. Als Zhang Fu 1426 um Erlaubnis bat, das Kommando über die Ming-Armee in Jiaozhi wieder aufzunehmen, um die sich dort verschlechternde Situation zu bewältigen, lehnte der Kaiser ab. 1426 verkündete Hongxi eine Generalamnestie und schaffte alle Steuern mit Ausnahme der in Reis zu zahlenden Grundsteuern, die zur Versorgung der Ming-Garnisonen benötigt wurden, ab. Anfang November 1426 errangen Lê Lợis 3.000 Rebellen einen Überraschungssieg über die von Wang Tong angeführte Ming-Armee. Etwa 30.000 chinesische Soldaten wurden in Tốt Động (32 km südlich von Hanoi) getötet oder gefangen genommen. Nach diesem Sieg hießen die Bewohner im Delta des Roten Flusses die Lam-Sơn-Aufständischen überall willkommen und unterstützten sie.
Bis 1427 statteten gefangene chinesische Kriegsgefangene die Rebellen mit Belagerungstechniken, primitiven Panzern, fliegenden Pferdekarren und „muslimischen Trebuchets“ (回回砲, hui hui pao). Möglicherweise wurde ein Artilleriegeschütz, das die Chinesen als „Tausendkugel-Donnerkanone“ bezeichneten, eingeführt. Dies führte dazu, dass die Lam-Sơn-Aufständischen zahlreiche Versuche der Ming-Chinesen zur Aufrechterhaltung dessen Besatzungsregimes erfolgreich wehren konnten. Nach zahlreichen Verlusten beschloss Xuande, die Besatzung in Jiaozhi zu beenden. Am Ende repatriierten die Vietnamesen 86.640 Ming-Gefangene nach China und konfiszierten alle ihre Waffen.

## Verwaltung

Jiaozhi (Nordvietnam) unter der Ming-Besatzung während der Herrschaft Yongles

Nach dem Sieg gegen die Hồ-Dynastie in den Jahren 1406–1407 bauten die Ming-Chinesen ihre Herrschaft in der Provinz Jiaozhi auf. Im Juli 1407 änderte Yongle den Namen Annam in Jiaozhi, eine alte Bezeichnung Vietnams aus der Han-Dynastie – und gliederte es als eine Provinz in das chinesische Kaiserreich ein. Die Besatzungsherrschaft war eine Provinzregierung, die aus einem Verwaltungsbüro, einem Überwachungsbüro und einem regionalen Militärkommissar, der von Lu Yi (gest. 1409) als Militärkommissar und Huang Zhong als Vizekommissar eingesetzt wurde, bestand. Huang Fu wurde sowohl zum Provinzverwalter als auch zum Überwachungskommissar ernannt. Jiaozhi wurde in fünfzehn Präfekturen, 41 Unterpräfekturen und 210 Landkreise unterteilt. Bis 1408 wurden 472 Militär- und Zivilämter eingerichtet, um über drei Millionen Menschen und mehr als zwei Millionen „Barbaren“ zu regieren. Die Zahl der Ämter erreichte 1419 mit etwa 1.000 ihren Höhepunkt.
Das Ming-Besatzungsregime richtete den Regierungsapparat mit „drei Büros“ (tam ty, 三司) in der Provinz Jiaozhi ein, der den Verwaltungseinheiten der damaligen Ming-Dynastie ähnelte und direkt dem kaiserlichen Hof in Yanjing (das heutige Peking) gehörten: Das Büro der Kommando- und Gesandtenabteilung (交址都指揮使司, Giao Chỉ đô chỉ huy sử ti) befasste sich mit der militärischen Verwaltung. Das Büro der Aussagen (交址等處承宣布政使司, Giao Chỉ đẳng xử thừa tuyên bố chính sử ti) kümmerte sich um die zivilen und finanziellen Angelegenheiten. Das Strafverfolgungsbüro (交址等處提刑按察使司, Giao Chỉ đẳng xử đề hình án sát sử ti) war für die Rechtsprechung zuständig.
Die höchsten stellvertretenden Beamten waren alle Chinesen. Einige Vietnamesen wie Nguyễn Huân, Mạc Thúy, Lương Nhữ Hốt, Trần Phong oder Đỗ Duy Trung gehörten zu dieser Beamtengruppe aufgrund ihrer Beiträge für das Besatzungsregime.

### Militär
Das Militär spielte eine wichtige Rolle bei der Aufrechterhaltung der Ming-Herrschaft über Vietnam während der Vierten Periode chinesischer Herrschaft. Die Ming-Besatzungsarmee von Jiaozhi bestand aus 87.000 regulären Soldaten, die in 39 Zitadellen und Städten in Nordvietnam verstreut waren, sich aber hauptsächlich im Gebiet des Roten Flussdeltas konzentrierten. In den größeren Städten der besetzten Gebiete Jiaozhis wurden Gräben und Mauern angelegt. Die Truppen wechselten zwischen militärische und landwirtschaftliche Aufgaben, um ihren eigenen Nahrungsmittelbedarf zu decken. Damit der Nahrungsbedarf der Besatzungstruppen gedeckt werden konnte, beschlagnahmten die Ming-Besatzer die Getreidereserven des Königreichs Đại Việt in Höhe von 13,6 Millionen Picul Reis.
Chinesische Armeen hatten bereits vor dem 15. Jahrhundert Feuerwaffen eingesetzt, doch während der Kriege in Vietnam im frühen 15. Jahrhundert gelangten sie in den Besitz überlegener Waffen aus Annam. Sie nahmen auch einer der führenden vietnamesischen Feuerwaffenexperten gefangen, Hồ Nguyên Trừng (1374–1446), der älteste Sohn von Hồ Quý Ly, der mit der Herstellung von Musketen und Sprengwaffen beauftragt wurde. Das Artillerielager wurde daher rund um vietnamesische Feuerwaffenspezialisten herum errichtet, die die Ming-Truppen unter der Aufsicht von Palasteunuchen ausbildeten. Die erste Aufzeichnung über den Einsatz von Feuerwaffen in Đại Việt stammt aus dem Jahr 1390, als vietnamesische Soldaten Kanonen einsetzten und den Cham-König Chế Bồng Nga/Po Binasuor töteten.

### Bildung
Als die Ming-Dynastie im Jahr 1407 Jiaozhi/Giao Chỉ eroberte, ordnete sie die Suche nach talentierten und fähigen Menschen an. Arbeiter wurden gefangen genommen und nach China gebracht. Infolgedessen wurden 7.000 Menschen gefangen genommen, um am Ming-Hof zu dienen, darunter auch viele talentierte Menschen und Handwerker aus Đại Việt. Die bekanntesten von ihnen sind bis heute in den Geschichtsbüchern Vietnams verewigt, darunter Hồ Nguyên Trừng und Nguyễn An.
Seit 1410 gründete die Ming-Dynastie Schulen in Provinzen, Präfekturen und Bezirken gemäß den chinesischen Vorschriften. Bis 1417 gab es 161 Schulen. Obwohl die Schulen eröffnet wurden, organisierte die Ming-Dynastie keine Prüfungen für die Einheimischen aus Giao Chỉ, da sie nur gebildete konfuzianische Schüler auswählte, die in die jährliche Tributrekrutierung für den Hof aufgenommen wurden.

### Wirtschaft
Zur Zeit der Vierten Periode chinesischer Herrschaft war die Wirtschaft Jiaozhis stark von Arbeitskontrolle und wirtschaftliche Ausbeutung der Einheimischen geprägt.
Die Wirtschaftspolitik der Ming-Regierung in Vietnam (Giao Chỉ, Jiaozhi) wurde durch eine harsche Kolonisation und Sinisierung der Vietnamesen durchgesetzt. Im Oktober 1407 wurden 7700 Händler und Handwerker aus Đại Việt nach Peking geschickt. Die Bedeutung der Waren und Einnahmen aus Đại Việts ehemals florierendem Seehandel wurde von der Ming-Regierung geschätzt. Um Einnahmen aus ihrer neuen Provinz zu erzielen, gründeten oder belebten die Chinesen Handelssteuerämter, Fischereisteuerämter, Transportämter und Salzsteuerämter. 1408 wurden neue Goldabbauämter eingerichtet, um die Gewinnung und/oder Besteuerung von Gold zu überwachen. Die Belastungen für die einheimische Bevölkerung waren laut einer Quelle aus dem Jahr 1411 schwerwiegend. Der private Export von Metallen und Gewürzen wurde 1416 verboten. Wertvolle Artefakte wie Edelsteine, Jade, Gold, Kunstwerke sowie Kunsthandwerk wurden nach China transportiert. Die Chinesen hatten die Entwicklung und Nutzung von Gold- und Silberminen stark gefördert. Doch gleich nachdem das Silber und Gold abgebaut waren, beschlagnahmten sie es und schickten Mengen dieser Stoffe nach Peking. Sie erhoben auch Salzsteuern, allerdings eine etwas höhere Steuer für diejenigen, die in Giao Chỉ (Vietnam) Salz produzierten. Yongle verlangte von seinen neu eroberten Untertanen auch wiederholt lokale Spezialitäten wie tropische grüne Federn, Gold, Farben, Fächer, Seide und Sandelholz, das zum Bau von Türen im neuen Palast verwendet wurde und aus dessen Rinde ein roter Farbstoff gewonnen wurde.
Während Yongles Herrschaft war Jiaozhi nie in der Lage, genügend Reis zu produzieren, um die chinesischen Besatzungstruppen zu versorgen. Als Folge stellte Jiaozhi eine Belastung für Chinas Suche nach Ressourcen dar, die keine Einnahmen brachten.

### Gesundheitssystem

#### Epidemien
Die Invasion der Ming-Armee in Verbindung mit der Masseneinwanderung aus China nach Đại Việt brachte viele Krankheiten und Epidemien mit sich. Laut Đại Việt sử ký toàn thư waren im ersten Jahr der Ära Hưng Khánh (1407) Hungersnöte und Epidemien weit verbreitet; Menschen konnten nicht auf ihren Feldern landwirtschaftliche Aktivitäten betreiben und starben nacheinander. Im dritten Jahr der Ära Hưng Khánh (1409) verschlimmerten sich die Hungersnöte und Epidemien im Vergleich zum Vorjahr.

## Sinisierungspolitik
Als die Chinesen ihre Herrschaft über Vietnam errichteten, förderte sie die konfuzianische Ideologie der Ming-Dynastie, bürokratische Praktiken und das Studium des klassischen Chinesisch unter der einheimischen Bevölkerung und zwangen sie, Kleidung im chinesischen Stil zu tragen. Die Ming verboten lokale Bräuche wie Tätowierungen, das Tragen kurzer Haare für unverheiratete Jungen und Mädchen und das Tragen kurzer Röcke für Frauen, um die Bräuche an China anzupassen. Die kulturelle Sinisierung wurde stetig vorangetrieben.
Unter der Sinisierungspolitik wurden Prüfungen um 1411 für die örtliche Bürokratie formalisiert. Um 1416 wurden zahlreiche konfuzianische Schulen, Yin-Yang-Schulen und medizinische Fakultäten in Jiaozhi/Giao Chỉ gegründet. Drei Jahre später, also um 1419, wurden chinesische Trauerriten und -beurlaubung unter den Beamten Jiaozhis eingeführt. Zum ersten Mal erlebte Đại Việt den aufrechterhaltenen Einfluss der neokonfuzianischen Ideologie, die nicht nur die traditionellen Doktrinen der kindlichen Pietät umfasste, sondern auch einen „aktivistischen, staatsorientierten Dienst“ forderte, der auf der absoluten Loyalität der Beamten gegenüber der Dynastie und der moralischen Überlegenheit der „Zivilisierten“ über die „Barbaren“ beruhte, da die Ming-Chinesen die Vietnamesen als „Barbaren“ betrachteten. Yongle brachte vietnamesische Studenten an die Nationale Institution in der Hauptstadt und ernannte weitere Einheimische in die örtlichen Ämter in Jiaozhi.
Im Zuge der Sinisierungspolitik zerstörten die Ming zerstörten oder brachten auch viele Werke der vietnamesische Literatur sowie historische und klassische vietnamesische Texte nach China.

## Liste der Ming-Gouverneure
Während der Vierten Periode chinesischer Herrschaft unter der Ming-Dynastie wurde Vietnam von folgenden Beamten regiert:
- Provinzieller Gouverneur (chinesisch: 承宣布政使, vietnamesisch: thừa tuyên bố chính sử)
  - Huang Fu (黃福, Hoàng Phúc) 1407–1424
  - Chen Qia (陳洽, Trần Hiệp) 1424–1426
- Beauftragter für Überwachung und Strafverfolgung (chinesisch: 提刑按察使, vietnamesisch: đề hình án sát sử)
  - Huang Fu (黃福, Hoàng Phúc) 1407–1424
  - Chen Qia (陳洽, Trần Hiệp) 1424–1426
- Oberbefehlshaber (chinesisch: 都指揮使, vietnamesisch: đô chỉ huy sử)
  - Lü Yi (呂毅, Lã Nghị) 1407–1409
- Generäle (chinesisch: 總兵官, vietnamesisch: tổng binh quân)
  - Zhu Neng (朱能, Chu Năng) September bis Dezember 1406
  - Zhang Fu (張輔, Trương Phụ) 1407–1417
  - Mu Sheng (沐晟, Mộc Thạnh) 1408–1415
  - Li Bin (李彬, Lý Bân) 1417–1422
  - Wang Tong (王通, Vương Thông) Mai 1426 bis Juni 1428
  - Liu Sheng (柳升, Liễu Thăng) 1427

### Vietnamesisch
- Việt Nam sử lược von Trần Trọng Kim

### Englisch
- Kathlene Baldanza: Ming China and Vietnam: Negotiating Borders in Early Modern Asia. Cambridge University Press, 2016, ISBN 978-1-316-53131-0
- Hok-lam Chan: The Chien-wen, Yung-lo, Hung-hsi, and Hsiian-te reigns, 1399–1435
- Ben Kiernan: Việt Nam: a history from earliest time to the present. Oxford University Press, 2019, ISBN 978-0-19-005379-6
- Geoff Wade: Asian Expansions: The Historical Experiences of Polity Expansion in Asia. Taylor & Francis, 2014, ISBN 978-1-135-04353-7
- Jeff Kyong-McClain, Du Yongtao: Chinese History in Geographical Perspective. Rowman & Littlefield, 2013, ISBN 978-0-7391-7230-8
- Henri Cordier, Henry Yule: The Travels of Marco Polo: The Complete Yule-Cordier Edition : Including the Unabridged Third Edition (1903) of Henry Yule's Annotated Translation, as Revised by Henri Cordier, Together with Cordier's Later Volume of Notes and Addenda (1920). Courier Corporation, 1993, ISBN 978-0-486-27587-1
- Henry Shih-shan Tsai: Perpetual Happiness: The Ming Emperor Yongle. University of Washington Press, 2011, ISBN 978-0-295-80022-6
- K. W. Taylor: A History of the Vietnamese. Cambridge University Press, 2013, ISBN 978-0-521-87586-8